# Liste des évêques de Sagone
Le diocèse de Sagone est un ancien diocèse français de Corse. Le diocèse de Tanata daté de l'antiquité est transféré au VIIIe siècle à Savone. Le diocèse garde le nom de Sagone, même après l'abandon du siège de Sagone pour Vico puis Calvi. Après le concordat de 1801 le diocèse est supprimé et son territoire est incorporé dans le diocèse d'Ajaccio. Il est rétabli en 2002 en tant que siège titulaire.

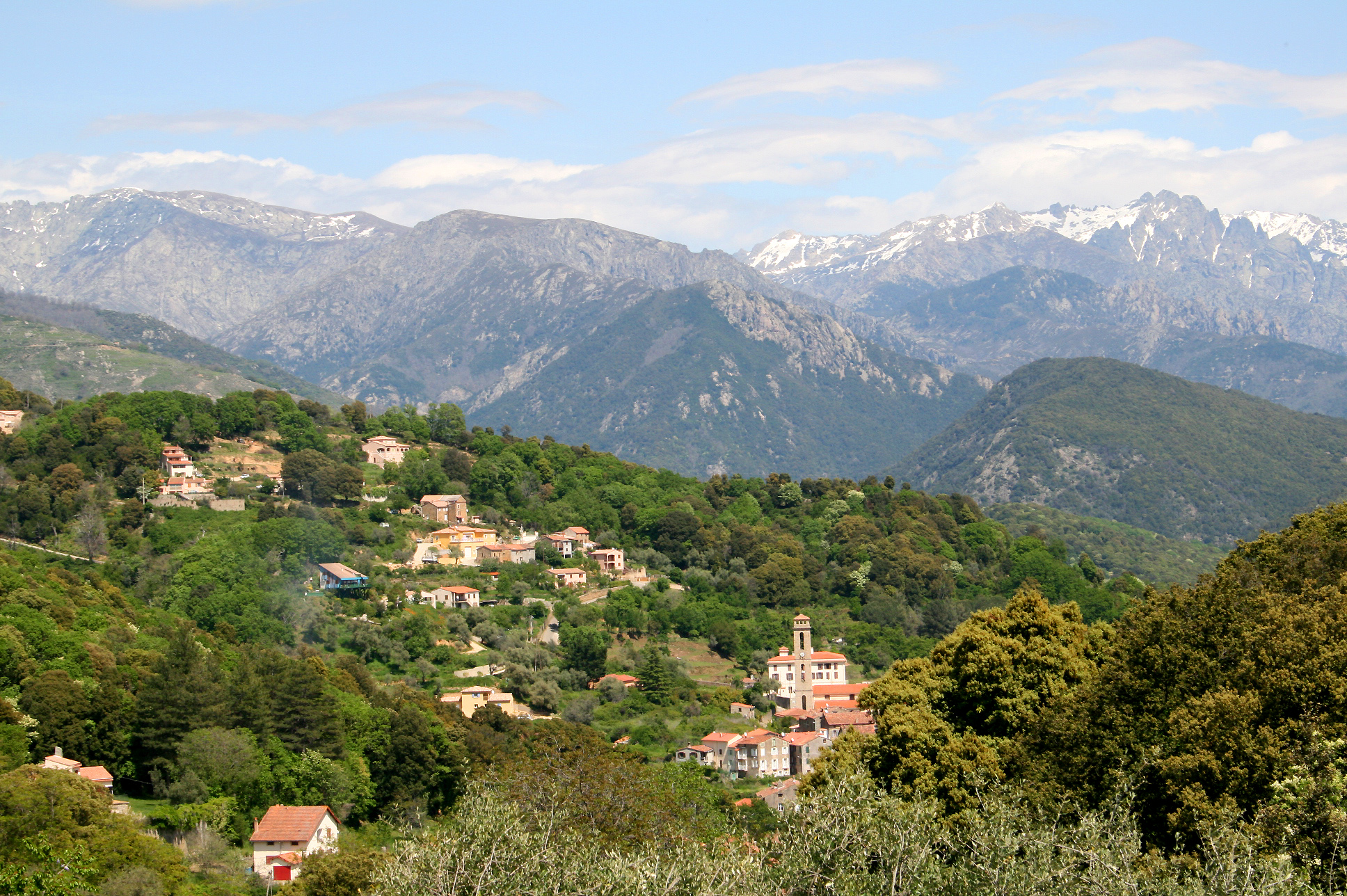
Vue sur Vico

## Évêques de Sagone

### Évêques résidant à Sagone
De 601 à 1569, les évêques du diocèse de Sagone résident à Sagone. 36 évêques y sont recensés :
- Anonyme † (1123)
- Anonyme † (1179)
- Roland † (? - vers 1297)
- Boniface de Donoratico, O.P. † (1297 - 1306)
- Guarino, O.P. † (1306 - vers 1323)
- Guglielmo Franchi, O.F.M. † (1323 - 1327)
- Antonio, O.F.M. † (1328 - ?)
- Giacomo, O.F.M. † (1331 - ?)
- Pagano † (? - 1343)
- Bernardo da Monteto, O.F.M. † (1343 - ?)
- Elia Pinna, O.F.M. † (1359 - ?)
- Gualtiero † (vers 1380 - 1391)
- Pietro Guascone † (1391 - 1411)
  - Michele Bartoli † (1411 - 1419) (anti-évêque)
- Giovannino Albertini † (1412 - 1419)
- Giacomo Ordini † (1419 - 1425)
- Gabriele Benveduti † (1432 - 1434)
- Lorenzo de Cardi, O.P. † (1434 - ?)
- Valeriano Calderina † (1438 - 1442)
  - Giorgio Fieschi † (1443 - 1445) (administrateur apostolique)
- Giovanni Bucarone, O.F.M. † (1445 - ?)
- Giovanni Parasini † (1474 - 1474)
- Franceschino † (1474 - ?)
- Lorenzo Regina † (1478 - 1481)
- Guglielmo Speloncata, O.F.M. † (1481 - ?)
- Lorenzo Lippi, O.P. † (1493 - 1509)
- Agostino Fieschi † (1510 - 1528)
- Imperiale Doria † (1528 - 1544)
- Odoardo Cicala † (1544 - 1545)
- Giovanni Maria Buttinoni † (1545 - 1550)
- Girolamo Federici † (1552 - 1562)
- Carlo Grimaldi † (1562 - 1565)
- Giovanni Battista Cicala † (1565 - 1567) (administrateur apostolique)

### Évêques résidant à Vico
En 1569, l'évêque fuit Sagone et réside à Vico. 4 évêques y sont recensés :
- Girolamo Leoni † (1567 - 1577)
- Cesare Contardo † (1578 - 1585)
- Giuseppe Godoni † (1585 - 1606)
- Pietro Lomellini, O.S.B. † (1606 -1625)

### Évêques résidant à Calvi
Dès 1625, les 15 évêques recensés du diocèse de Sagone résident à Calvi :

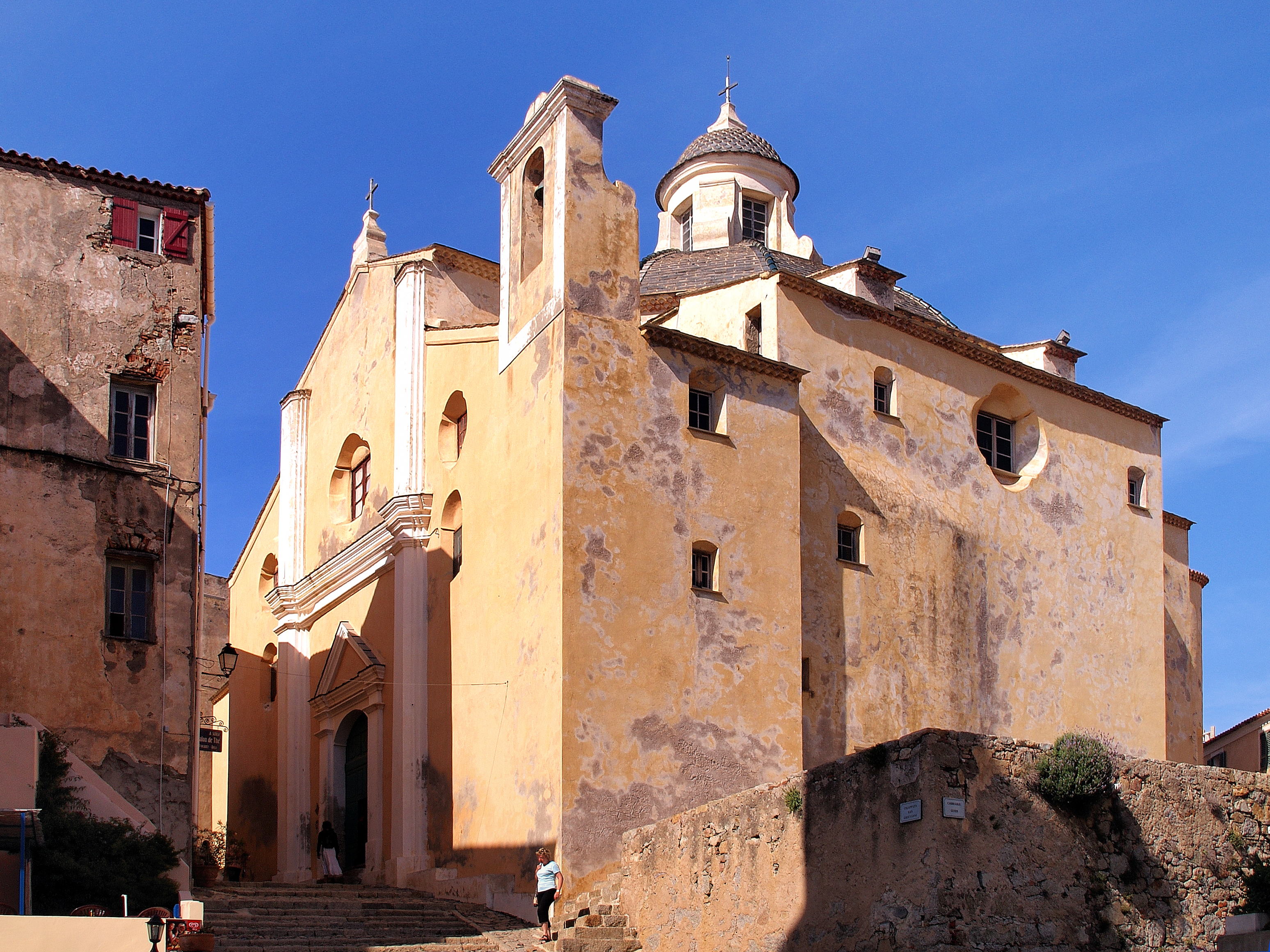
Pro-cathédrale Saint-Jean-Baptiste

- Sebastiano Albani † (1625 - 1631)
- Stefano Siri † (1632 - 1635)
- Benedetto Rezzani † (1635 - 1639)
- Raffaele Pizzorno, O.M. † (1640 - 1655)
- Giovanni Battista Federici † (1655 - 1657)
- Paolo Maria Spinola, C.R.S. † (1657 - ?)
- Marzio Marini † (1659 - 1676)
- Antonio Martini † (1678 - 1687)
- Giovanni Battista Costa † (1688 - 1714)
- Giovanni Domenico Cavagnari † (1714 - 1726)
- Pier Maria Giustiniani, O.S.B. † (1726 -1741)
- Paolo Maria Mariotti † (1741 - 1751)
- Giuseppe Maria Massoni † (1751 - 1765)
  - Sede vacante (1765 - 1770)
- Angelo Edoardo Stefanini † (1770 - 1772)
- Matteo Guasco † (1773 - 1798/1801)

## Évêques titulaires de Sagone
Sagone est restauré en 2002 en tant que siège titulaire.